# ميخائيل تومسون (لاعب غولف)
ميخائيل تومسون (بالإنجليزية: Michael Thompson)‏ هو لاعب غولف أمريكي، ولد في 16 أبريل 1985 في توسان في الولايات المتحدة.

## وصلات خارجية
- ميخائيل تومسون على موقع رابطة لاعبي الغولف المحترفين (الإنجليزية)
- ميخائيل تومسون على موقع التصنيف العالمي الرسمي للغولف (الإنجليزية)